# Сан-Кристобаль (провинция)
Сан-Кристобаль (исп. San Cristóbal) — провинция на юге Доминиканской Республики. Первоначально была названа Трухильо в честь доминиканского диктатора Рафаэля Трухильо; нынешнее название получила после его убийства в 1961 году. До 1992 года включала в себя территорию современной провинции Монте-Плата.

## Муниципалитеты и муниципальные районы
Провинция разделена на восемь муниципалитетов (municipio), а в пределах муниципалитетов — на шесть муниципальных районов (distrito municipal — D.M.):
- Бахос-де-Айна
  - Эль-Карриль (D.M.)
- Вилья-Альтаграсия
  - Ла-Кучилла (D.M.)
  - Медина (D.M.)
  - Сан-Хосе-дель-Пуэрто (D.M.)
- Камбита-Гарабитос
  - Камбита-Эль-Пуэблесито (D.M.)
- Лос-Какаос
- Сабана-Гранде-де-Паленке
  - Ато-Дамас (D.M.)
- Сан-Грегорио-де-Нигуа
- Сан-Кристобаль
- Ягуате

Население по муниципалитетам на 2012 год (сортируемая таблица):
| № | Название                 | Общее население | Городское население | Сельское население |
| - | ------------------------ | --------------- | ------------------- | ------------------ |
| 1 | Бахос-де-Айна            | 158 985         | 79 856              | 79 129             |
| 2 | Вилья-Альтаграсия        | 169 655         | 78 623              | 91 032             |
| 3 | Камбита-Гарабитос        | 42 589          | 18 659              | 23 930             |
| 4 | Лос-Какаос               | 49 858          | 9652                | 40 206             |
| 5 | Сабана-Гранде-де-Паленке | 30 247          | 12 589              | 17 658             |
| 6 | Сан-Грегорио-де-Нигуа    | 40 589          | 20 154              | 20 435             |
| 7 | Сан-Кристобаль           | 275 232         | 178 574             | 96 658             |
| 8 | Ягуате                   | 92 586          | 46 058              | 46 528             |
|   | Провинция Сан-Кристобаль | 859 741         | 444 165             | 415 576            |